# فخرالی
فخرالی (به لاتین: Fəxralı) یک منطقه مسکونی در جمهوری آذربایجان است که در شهرستان گران‌بوی واقع شده است. فخرالی ۲۶۰۰ نفر جمعیت دارد.